# Ленский, Вячеслав Вячеславович
Вячесла́в Вячесла́вович Ле́нский (17 августа 1992, Самара) — российский спортсмен, бронзовый призёр Паралимпийских игр по плаванию. Заслуженный мастер спорта России.

## Биография
Занимается плаванием с 2003 года. Первый тренер — Лариса Олейникова.
Многократный победитель и призер чемпионатов и Кубков России. Бронзовый призер чемпионата мира, серебряный и бронзовый призер чемпионатов Европы.
В 2021 году на Паралимпиаде в Токио стал бронзовым призёром в комплексном плавании на 400 метров.
Подготовил Кирилла Пульвера, который занял второе место на Паралимпиаде-2024 в Париже.